# Ікаст
І́каст — данське місто в регіоні Центральна Ютландія (Midtjylland). З 2007 року входить до складу муніципалітету Ікаст-Бранне. Був резиденцією колишнього муніципалітету Ікаст.
Станом на 2024 рік населення становить 16 635 жителів.
Мешканців району Ікасту і Гернінгу часто називають Ульджилдерами через історичну трикотажну промисловість у цьому районі, а регіон також іноді називають Ульджилланд . Існує кілька сотень трикотажних і текстильних компаній в районі.  Торговий центр міста – це крита пішохідна вулиця .
Вебсайт міста [Архівовано 30 березня 2022 у Wayback Machine.]
"Ikast | Gyldendal - Den Store Danske" [Архівовано 31 березня 2022 у Wayback Machine.]

"Kirkerne"
https://web.archive.org/web/20160510183437/http://